# Tabanus darimonti
Tabanus darimonti är en tvåvingeart som beskrevs av Leclercq 1964. Tabanus darimonti ingår i släktet Tabanus och familjen bromsar. Inga underarter finns listade i Catalogue of Life.